# Eduardo da Silva
Eduardo Alves da Silva (Río de Janeiro, Brasil; 25 de febrero de 1983), más conocido como Eduardo, es un exfutbolista brasileño, nacionalizado croata, que jugaba como delantero. Su último equipo fue el Legia de Varsovia. Fue internacional con la selección de Croacia, tanto en la sub-21 como en la absoluta, de 2004 a 2014.

## Carrera

### Inicios
Eduardo creció en el barrio Bangú de la ciudad de Río de Janeiro dando sus primeros pasos en el fútbol en las categorías inferiores del CBF Nova Kennedy y el Bangú Atlético Clube, aunque no jugaba con regularidad.

### Dinamo Zagreb
Más tarde llamó la atención de los ojeadores de Dinamo Zagreb y fichó por las categorías inferiores en septiembre de 1999, junto a otro jugador mayor que él llamado Leandro. Ambos jugadores estuvieron en Dinamo a prueba hasta diciembre de ese año y volvieron al club en febrero de 2000, empezando a jugar regularmente para los equipos sub-17 y sub-19. Leandro no consiguió un puesto en el equipo y volvió al Brasil tras dos meses, mientras que Eduardo tuvo su primera oportunidad en el primer equipo en verano de 2001, a pesar de sufrir algunas lesiones en su temprana carrera.
Tras su debut con Dinamo Zagreb en la temporada 2001-02, Eduardo fue cedido por una temporada a un equipo de la segunda división croata, NK Inter Zaprešić, donde marcaría diez goles en quince partidos.

#### Regreso a Dinamo Zagreb
Tras volver de su cesión en Inter Zaprešić se hizo rápidamente con un puesto de titular en Dinamo Zagreb en la temporada 2003-04. Fue nombrado jugador del año de la liga croata. Continuó jugando con regularidad en Dinamo en las siguientes temporadas y volvió a ser nombrado jugador del año. Jugó la previa de la Liga de Campeones contra HNK Rijeka, marcando dos goles en la victoria por 4 a 1. La siguiente ronda enfrentó a Dinamo Zagreb contra Arsenal F. C. el 23 de agosto de 2006, Eduardo marcó el único gol de su equipo (el primero en partido oficial en el Emirates Stadium), su equipo perdió 5 a 1. Al quedar eliminado de la Liga de Campeones, Dinamo jugó la previa de la Copa de la UEFA contra A. J. Auxerre, quedando eliminados por 5 a 2, ambos goles de Eduardo.
En la primera vuelta de la primera división croata marcó dieciocho goles en dieciocho partidos, además de siete asistencias. En noviembre de 2006 hizo dos tripletes en dos partidos consecutivos, uno con la selección croata y otro con su club, todo en cuatro días.
En la victoria de Dinamo Zagreb en el clásico contra NK Zagreb por 4 a 0 marcó dos goles, que suponían el trigésimo y trigésimo primero en su cuenta esa temporada, acabando con el récord de la temporada 1993-94 que tenía Goran Vlaović con veintinueve goles. Finalizó la liga con treinta y cuatro goles en treinta y dos partidos. También fue el primer jugador en marcar un triplete en el clásico contra HNK Hajduk Split.

### Arsenal F. C.

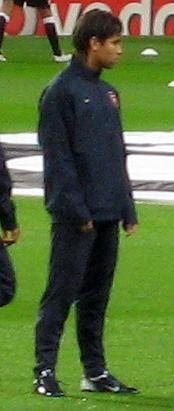
Eduardo entrenando con el Arsenal

El 3 de julio de 2007 Arsenal F. C. confirmó el acuerdo con Dinamo Zagreb para el traspaso de Eduardo por veinticuatro millones de euros. En un principio el ministerio del Trabajo británico le denegó el permiso, pero el 2 de agosto se lo concedieron finalmente. Debutó con Arsenal el 19 de julio en un amistoso contra Gençlerbirliği en Austria. Marcó su primer gol con la camiseta del Arsenal en un amistoso contra la S. S. Lazio en el Torneo de Ámsterdam de 2007 tras una asistencia de Tomáš Rosický.
Eduardo debutó en la primera división inglesa el 19 de agosto de 2007 en el empate a uno contra Blackburn Rovers, siendo sustituido por Denilson en el minuto 65. Diez días después, Arsenal consiguió el objetivo de clasificarse para la Liga de Campeones al eliminar al A. C. Sparta Praha. El 19 de septiembre de 2007 marcó su primer gol en Liga de Campeones al Sevilla F. C. en la fase de grupos.
Finalmente se consolidó en la delantera gunner con dos goles a Everton F. C. el 29 de diciembre de 2007. Abrió el año 2008 marcando un gol al West Ham United en solo setentaidós segundos. El primer fin de semana del año tuvo un buen debut en la Copa FA eliminando a Burnley F. C., marcó un gol y dio una asistencia a Nicklas Bendtner. En los siguientes tres partidos marcó tres goles más y dio dos asistencias a gol.

#### Grave lesión
Eduardo sufrió una fractura de la tibia y el peroné debido a una fuerte entrada de Martin Taylor durante el partido contra Birmingham City el 23 de febrero de 2008.El entrenador de Arsenal, Arsène Wenger, declaró que «al jugador del Birmingham habría que privarlo de volver a jugar al fútbol», aunque posteriormente corrigió las declaraciones, declarando que «estaba muy enojado». Eduardo se perdió el resto de la temporada y la Eurocopa 2008 que hubiese disputado con la selección croata. Finalmente, a casi un año de la lesión vuelve a las cancha en el día más feliz de su vida, convirtiendo un doblete. A los sesenta y siete minutos del partido sale de la cancha, bajo un ovación de todo el estadio. Al borde de la misma lo esperaba su preparador físico, quien lo acompañó durante su sufrido tratamiento, con quien se unió en un abrazo muy esperado.

### Últimos clubes
El 21 de julio de 2010 Arsenal F. C. confirmó el acuerdo con Shajtar Donetsk para el traspaso de Eduardo al club ucraniano por 7,5 millones de euros. Tras cumplir los cuatro años del contrato y pasar una temporada en Flamengo del Brasil, regresa a Shajtar Donetsk en 2015, disputando un total de veintinueve partidos y anotando catorce goles.
En 2017 ficha por Paranaense pero la falta de minutos le hace buscar salida en el mercado de invierno, fichando en enero de 2018 por Legia de Varsovia de la primera división polaca. Eduardo finalizaría su contrato con el club polaco el 31 de diciembre del mismo año.

## Selección nacional
En 2002, Eduardo tomó la nacionalidad croata y fue llamado para jugar con la selección croata sub-21 en el torneo final de la Eurocopa 2004 en Alemania. Jugó los tres partidos de Croacia antes de ser eliminado del torneo en la fase de grupos. Eduardo también marcó un gol en su debut internacional contra Serbia y Montenegro en los nacionales sub-21. Fue llamado a la selección de Croacia para la clasificación del Campeonato de Europa sub-21 en 2006, en el que hizo un total de nueve apariciones y anotó siete goles. Sin embargo, Croacia no pudo clasificarse para la final del torneo después de perder 5 a 2 en el global contra Serbia y Montenegro en las eliminatorias, donde Eduardo marcó los dos goles de Croacia. Con la selección croata sub-21 disputó un total de doce partidos anotando ocho goles.
Luego, se le llama un par de veces a jugar para jugar con la selección absoluta croata. Su debut se produjo en un partido amistoso contra Irlanda el 16 de noviembre de 2004 a la edad de veintiún años. En 2005, actuó en otros dos partidos amistosos y también jugó dos partidos de los partidos del equipo en la Copa Carlsberg 2006 celebrada en Hong Kong. El 1 de febrero de 2006 marcó su primer gol con Croacia en este torneo en el partido contra la selección anfitriona por el tercer puesto, poniendo 3 a 0 el marcador; el partido acabaría 4 a 0. Posteriormente fue también un candidato para formar parte de la selección nacional en el Mundial de Alemania de 2006, sin embargo, al final no consiguió ser convocado, el entonces entrenador, Zlatko Kranjcar comentó que Eduardo «es un jugador joven», que «no disminuye su valor» por no ser seleccionado, y que «contara con él en partidos futuros». 
Después de la Copa Mundial de 2006, Eduardo regresó a la selección de la mano del nuevo entrenador Slaven Bilić y fue un titular en partido amistoso contra Italia el 16 de agosto de 2006, marcando el primer gol en la victoria 2 a 0 del conjunto croata. Más tarde se establecería como uno de los jugadores clave en la campaña de clasificación de Croacia para la Eurocopa 2008. Hizo su debut en competición a nivel internacional en el empate sin goles ante Rusia el 6 de septiembre de 2006 marcando su primer gol el 11 de octubre de 2006 en la victoria por 2 a 0 ante Inglaterra. En el partido siguiente, cuando Croacia visitó a Israel el 15 de noviembre de 2006, Eduardo anotó un triplete, ayudando a Croacia a llevarse a casa una estrecha victoria de 4 a 3 sobre el conjunto israelí.
Terminó marcando goles decisivos para su equipo contribuyendo a su clasificación y a la sorpresiva eliminación de Inglaterra.
Finalizó la fase clasificatoria con doce goles, uno menos que el delantero norirlandés David Healy.
El 14 de mayo de 2014, Eduardo fue incluido en la lista preliminar de treinta jugadores que representarán a Croacia en la Copa Mundial de Fútbol de 2014 en Brasil, siendo ratificado en la lista final de veintitrés futbolistas el 31 de mayo.

### Participaciones en Copas del Mundo
| Copa              | Sede   | Resultado    | Partidos | Goles |
| ----------------- | ------ | ------------ | -------- | ----- |
| Copa Mundial 2014 | Brasil | Primera fase | 1        | 0     |

### Participaciones en Eurocopas
| Copa                 | Sede              | Resultado    | Partidos | Goles |
| -------------------- | ----------------- | ------------ | -------- | ----- |
| Eurocopa Sub-21 2004 | Alemania          | Primera fase | 3        | 1     |
| Eurocopa 2012        | Ucrania · Polonia | Primera fase | 3        | 0     |

## Estadísticas

### Clubes
| Club | Div.          | Temporada     | Liga  | Liga  | Liga estatal(1) | Liga estatal(1) | Copas nacionales(2) | Copas nacionales(2) | Copa de la Liga(3) | Copa de la Liga(3) | Torneos internacionales(4) | Torneos internacionales(4) | Otros(5) | Otros(5) | Total | Total |
| Club | Div.          | Temporada     | Part. | Goles | Part.           | Goles           | Part.               | Goles               | Part.              | Goles              | Part.                      | Goles                      | Part.    | Goles    | Part. | Goles |
| --- | ------------- | ------------- | ----- | ----- | --------------- | --------------- | ------------------- | ------------------- | ------------------ | ------------------ | -------------------------- | -------------------------- | -------- | -------- | ----- | ----- |
| Dinamo Zagreb · Croacia | 1.ª           | 2001-02       | 4     | 0     | —               | —               | 0                   | 0                   | —                  | —                  | 0                          | 0                          | —        | —        | 4     | 0     |
| Dinamo Zagreb · Croacia | 1.ª           | 2003-04       | 24    | 9     | —               | —               | 7                   | 3                   | —                  | —                  | 6                          | 1                          | 1        | 1        | 38    | 14    |
| Dinamo Zagreb · Croacia | 1.ª           | 2004-05       | 21    | 10    | —               | —               | 2                   | 0                   | —                  | —                  | 7                          | 1                          | 1        | 0        | 31    | 11    |
| Dinamo Zagreb · Croacia | 1.ª           | 2005-06       | 28    | 20    | —               | —               | 1                   | 1                   | —                  | —                  | —                          | —                          | —        | —        | 29    | 21    |
| Dinamo Zagreb · Croacia | 1.ª           | 2006-07       | 32    | 34    | —               | —               | 8                   | 6                   | —                  | —                  | 6                          | 5                          | 1        | 2        | 47    | 47    |
| Dinamo Zagreb · Croacia | Total club    | Total club    | 109   | 73    | —               | —               | 18                  | 10                  | —                  | —                  | 19                         | 7                          | 3        | 3        | 149   | 93    |
| N. K. Inter Zaprešić · Croacia | 2.ª           | 2002-03       | 15    | 10    | —               | —               | 0                   | 0                   | —                  | —                  | —                          | —                          | —        | —        | 15    | 10    |
| Arsenal F. C. Inglaterra | 1.ª           | 2007-08       | 17    | 4     | —               | —               | 3                   | 1                   | 5                  | 4                  | 6                          | 3                          | —        | —        | 31    | 12    |
| Arsenal F. C. Inglaterra | 1.ª           | 2008-09       | 0     | 0     | —               | —               | 2                   | 3                   | 0                  | 0                  | 2                          | 0                          | —        | —        | 4     | 3     |
| Arsenal F. C. Inglaterra | 1.ª           | 2009-10       | 24    | 2     | —               | —               | 2                   | 1                   | 1                  | 0                  | 5                          | 2                          | —        | —        | 32    | 5     |
| Arsenal F. C. Inglaterra | Total club    | Total club    | 41    | 6     | —               | —               | 7                   | 5                   | 6                  | 4                  | 13                         | 5                          | —        | —        | 67    | 20    |
| F. C. Shakhtar Donetsk · Ucrania | 1.ª           | 2010-11       | 22    | 6     | —               | —               | 3                   | 2                   | —                  | —                  | 8                          | 4                          | 0        | 0        | 33    | 12    |
| F. C. Shakhtar Donetsk · Ucrania | 1.ª           | 2011-12       | 16    | 5     | —               | —               | 1                   | 2                   | —                  | —                  | 5                          | 0                          | 0        | 0        | 22    | 7     |
| F. C. Shakhtar Donetsk · Ucrania | 1.ª           | 2012-13       | 20    | 4     | —               | —               | 4                   | 0                   | —                  | —                  | 3                          | 0                          | 1        | 0        | 28    | 4     |
| F. C. Shakhtar Donetsk · Ucrania | 1.ª           | 2013-14       | 23    | 9     | —               | —               | 5                   | 4                   | —                  | —                  | 2                          | 0                          | 0        | 0        | 30    | 13    |
| C. R. Flamengo · Brasil | 1.ª           | 2014          | 18    | 8     | 0               | 0               | 6                   | 1                   | —                  | —                  | —                          | —                          | —        | —        | 24    | 9     |
| C. R. Flamengo · Brasil | 1.ª           | 2015          | 9     | 2     | 10              | 1               | 3                   | 1                   | —                  | —                  | —                          | —                          | —        | —        | 22    | 4     |
| C. R. Flamengo · Brasil | Total club    | Total club    | 27    | 10    | 10              | 1               | 9                   | 2                   | —                  | —                  | —                          | —                          | —        | —        | 46    | 13    |
| F. C. Shakhtar Donetsk · Ucrania | 1.ª           | 2015-16       | 19    | 12    | —               | —               | 7                   | 2                   | —                  | —                  | 15                         | 4                          | 0        | 0        | 41    | 18    |
| F. C. Shakhtar Donetsk · Ucrania | 1.ª           | 2016-17       | 10    | 2     | —               | —               | 1                   | 0                   | —                  | —                  | 7                          | 1                          | 1        | 0        | 19    | 3     |
| F. C. Shakhtar Donetsk · Ucrania | Total club    | Total club    | 110   | 38    | —               | —               | 21                  | 10                  | —                  | —                  | 40                         | 9                          | 2        | 0        | 173   | 57    |
| Athletico Paranaense · Brasil | 1.ª           | 2017          | 2     | 0     | 0               | 0               | 0                   | 0                   | —                  | —                  | 3                          | 0                          | —        | —        | 5     | 0     |
| Legia de Varsovia · Polonia | 1.ª           | 2017-18       | 10    | 0     | —               | —               | 2                   | 0                   | —                  | —                  | —                          | —                          | 0        | 0        | 12    | 0     |
| Legia de Varsovia · Polonia | 1.ª           | 2018-19       | 1     | 0     | —               | —               | 0                   | 0                   | —                  | —                  | 1                          | 0                          | 0        | 0        | 2     | 0     |
| Legia de Varsovia · Polonia | Total club    | Total club    | 11    | 0     | —               | —               | 2                   | 0                   | —                  | —                  | 1                          | 0                          | 0        | 0        | 14    | 0     |
| Total carrera | Total carrera | Total carrera | 315   | 138   | 10              | 1               | 57                  | 27                  | 6                  | 4                  | 76                         | 21                         | 5        | 3        | 469   | 194   |
| (1) Incluye datos del Campeonato Carioca (2015). (2) Incluye datos de la Copa de Croacia (2003-07), FA Cup (2007-10), Copa de Ucrania (2010-17), Copa de Brasil (2014-15) y Copa de Polonia (2017-18). (3) Incluye datos de la Copa de la Liga de Inglaterra (2007-10). (4) Incluye datos de la Liga de Campeones (2003-16), Copa de la UEFA (2004-07), Liga Europa (2014-18) y Copa Libertadores (2017). (5) Incluye datos de la Supercopa de Croacia (2003-06) y Supercopa de Ucrania (2012-16). |               |               |       |       |                 |                 |                     |                     |                    |                    |                            |                            |          |          |       |       |

### Selección nacional
| Selección          | Temporada       | Amistosos | Amistosos | Clasificación | Clasificación | Eurocopa | Eurocopa | Mundial | Mundial | Total | Total |
| Selección          | Temporada       | Part.     | Goles     | Part.         | Goles         | Part.    | Goles    | Part.   | Goles   | Part. | Goles |
| ------------------ | --------------- | --------- | --------- | ------------- | ------------- | -------- | -------- | ------- | ------- | ----- | ----- |
| Sub-21 · Croacia   | 2004            | —         | —         | 3             | 3             | 3        | 1        | —       | —       | 6     | 4     |
| Sub-21 · Croacia   | 2005            | —         | —         | 6             | 4             | —        | —        | —       | —       | 6     | 4     |
| Sub-21 · Croacia   | Total           | —         | —         | 9             | 7             | 3        | 1        | —       | —       | 12    | 8     |
| Absoluta · Croacia | 2004            | 1         | 0         | —             | —             | —        | —        | —       | —       | 1     | 0     |
| Absoluta · Croacia | 2005            | 2         | 0         | —             | —             | —        | —        | —       | —       | 2     | 0     |
| Absoluta · Croacia | 2006            | 3         | 2         | 4             | 4             | —        | —        | —       | —       | 7     | 6     |
| Absoluta · Croacia | 2007            | 3         | 1         | 8             | 6             | —        | —        | —       | —       | 11    | 7     |
| Absoluta · Croacia | 2008            | 1         | 0         | —             | —             | —        | —        | —       | —       | 1     | 0     |
| Absoluta · Croacia | 2009            | 2         | 2         | 4             | 3             | —        | —        | —       | —       | 6     | 5     |
| Absoluta · Croacia | 2010            | 3         | 0         | 4             | 0             | —        | —        | —       | —       | 7     | 0     |
| Absoluta · Croacia | 2011            | 2         | 1         | 7             | 3             | —        | —        | —       | —       | 9     | 4     |
| Absoluta · Croacia | 2012            | 4         | 3         | 2             | 1             | 3        | 0        | —       | —       | 9     | 4     |
| Absoluta · Croacia | 2013            | 2         | 2         | 5             | 1             | —        | —        | —       | —       | 7     | 3     |
| Absoluta · Croacia | 2014            | 3         | 0         | —             | —             | —        | —        | 1       | 0       | 4     | 0     |
| Absoluta · Croacia | Total           | 26        | 11        | 34            | 18            | 3        | 0        | 1       | 0       | 64    | 29    |
| Total selección    | Total selección | 26        | 11        | 43            | 25            | 6        | 1        | 1       | 0       | 76    | 37    |

## Palmarés

### Campeonatos nacionales
| Título                  | Club                   | País    | Año  |
| ----------------------- | ---------------------- | ------- | ---- |
| Copa de Croacia         | Dinamo Zagreb          | Croacia | 2002 |
| Supercopa de Croacia    | Dinamo Zagreb          | Croacia | 2003 |
| Copa de Croacia         | Dinamo Zagreb          | Croacia | 2004 |
| Primera Liga de Croacia | Dinamo Zagreb          | Croacia | 2006 |
| Supercopa de Croacia    | Dinamo Zagreb          | Croacia | 2006 |
| Primera Liga de Croacia | Dinamo Zagreb          | Croacia | 2007 |
| Copa de Croacia         | Dinamo Zagreb          | Croacia | 2007 |
| Liga Premier de Ucrania | F. C. Shakhtar Donetsk | Ucrania | 2011 |
| Copa de Ucrania         | F. C. Shakhtar Donetsk | Ucrania | 2011 |
| Liga Premier de Ucrania | F. C. Shakhtar Donetsk | Ucrania | 2012 |
| Copa de Ucrania         | F. C. Shakhtar Donetsk | Ucrania | 2012 |
| Supercopa de Ucrania    | F. C. Shakhtar Donetsk | Ucrania | 2012 |
| Liga Premier de Ucrania | F. C. Shakhtar Donetsk | Ucrania | 2013 |
| Copa de Ucrania         | F. C. Shakhtar Donetsk | Ucrania | 2013 |
| Supercopa de Ucrania    | F. C. Shakhtar Donetsk | Ucrania | 2013 |
| Liga Premier de Ucrania | F. C. Shakhtar Donetsk | Ucrania | 2014 |
| Supercopa de Ucrania    | F. C. Shakhtar Donetsk | Ucrania | 2015 |
| Copa de Ucrania         | F. C. Shakhtar Donetsk | Ucrania | 2016 |
| Ekstraklasa             | Legia de Varsovia      | Polonia | 2018 |
| Copa de Polonia         | Legia de Varsovia      | Polonia | 2018 |

### Distinciones individuales
| Distinción                                             | Año  |
| ------------------------------------------------------ | ---- |
| Futbolista del año de la Primera Liga de Croacia       | 2006 |
| Futbolista del año en Croacia                          | 2006 |
| Premio camisa amarilla de Sportske novosti             | 2006 |
| Futbolista del año de la Primera Liga de Croacia       | 2007 |
| Goleador de la Primera Liga de Croacia (34 goles)      | 2007 |
| Premio camisa amarilla de Sportske novosti             | 2007 |
| Goleador de la Copa de la Liga de Inglaterra (4 goles) | 2008 |